# Kathedrale von Kalocsa

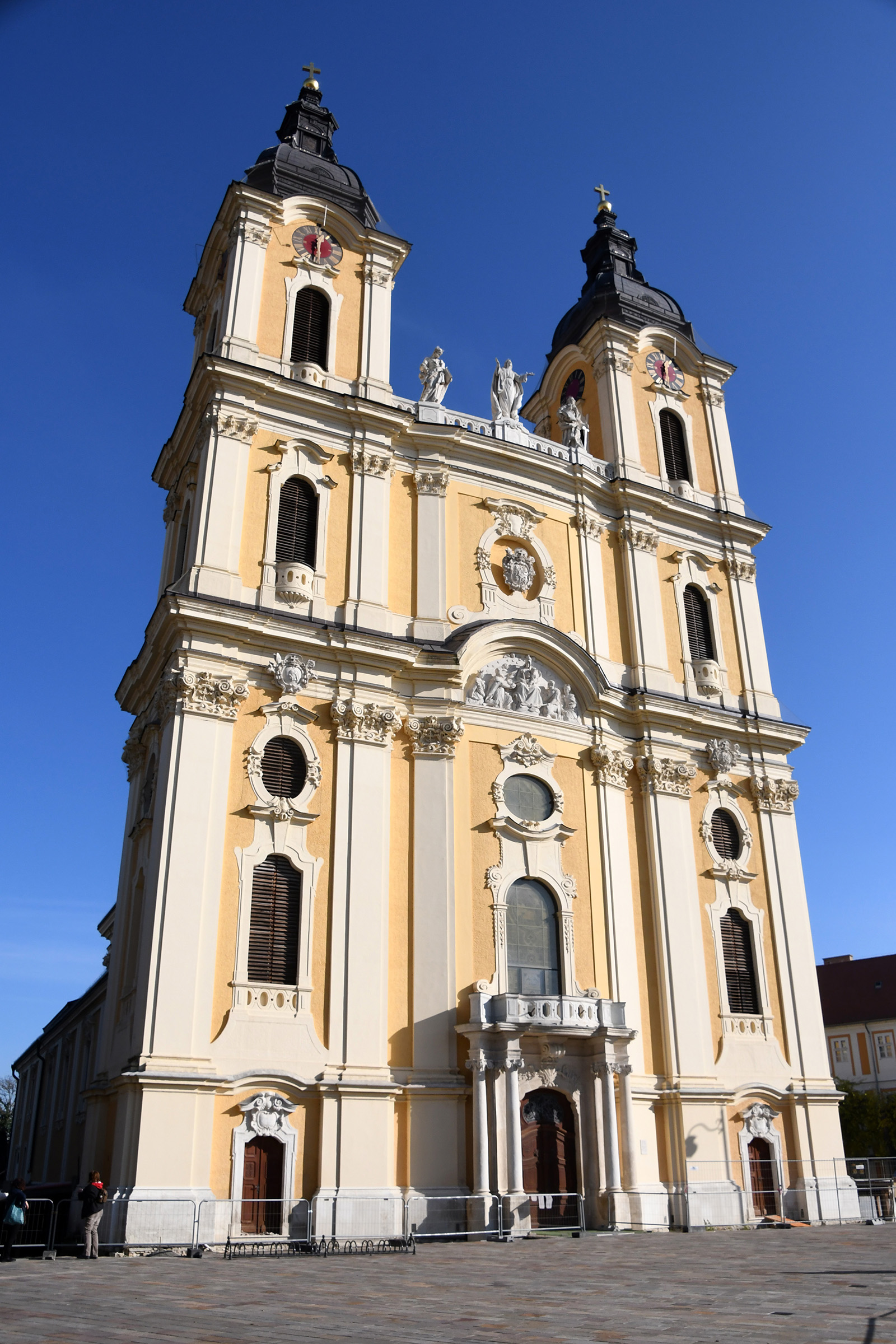
Doppelturmfassade im Westen

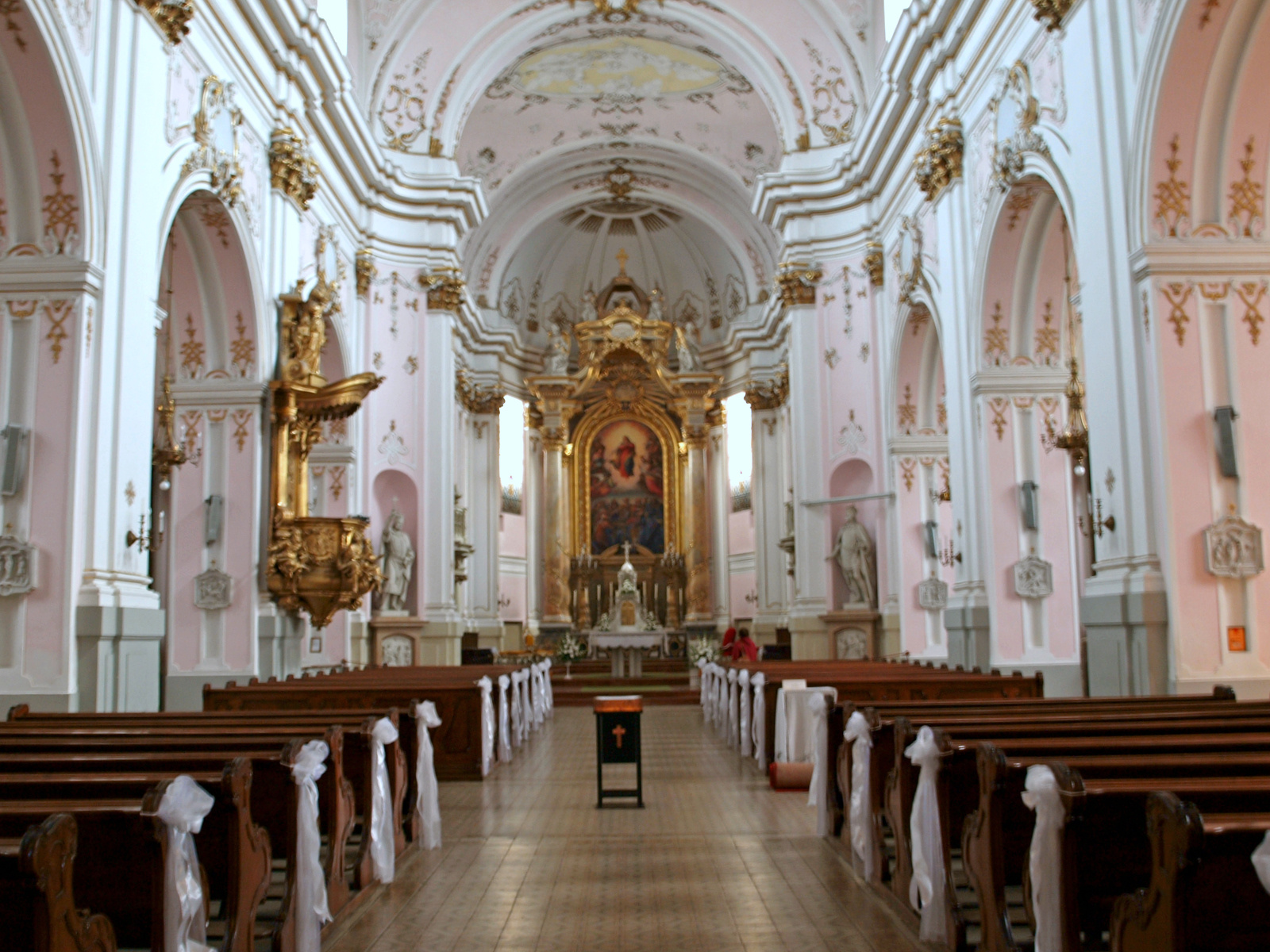
Kirchenschiff

Die Kathedrale St. Mariä Himmelfahrt in der ungarischen Stadt Kalocsa ist die Bischofskirche des römisch-katholischen Erzbistums Kalocsa-Kecskemét.
Bereits 1050 wurde hier eine erste Kirche errichtet, die jedoch über die Jahrhunderte mehrmals zerstört wurde. Die Pläne für das heutige barocke Gebäude auf den Resten der Vorgängerbauten stammen wahrscheinlich von Andreas Mayerhoffer. Die Bauzeit der Kirche ist zwischen 1735 und 1754 anzusetzen. Die von zwei Türmen flankierte Fassade zeigte ursprünglich die Statuen der Jungfrau Maria sowie der Apostel Petrus und Paulus. 2007 wurden die beiden Apostel entfernt.
Die Ausstattung der Kirche zog sich bis 1770 hin, musste aber nach einem Feuer bereits 1816 restauriert werden. Die Stuckarbeiten an der Decke stammen von italienischen Meistern, das Hochaltarbild, das die Himmelfahrt Marias zeigt, wurde von Leopold Kupelwieser aus Wien gefertigt. Die Figuren vor dem Hochaltar stellen die Könige Stephan I. und Ladislaus I. dar.
Die originale Orgel, auf der auch Franz Liszt spielte, wurde von der Firma Angster aus Pécs installiert. Während des Ersten Weltkriegs musste sie für militärische Zwecke abgebaut werden und erst 1985 erfolgte eine Rekonstruktion. Sie hat 64 Register bei 3 Manualen und 4668 Pfeifen.
Maße des Doms:
- Höhe der Türme: 65 m
- Länge: 64 m
- Breite: 24 m